# Quercus ningangensis
Quercus ningangensis — вид рослин з родини букових (Fagaceae), ендемік Китаю.

## Опис
Вид досягає заввишки 15 метрів. Гілочки сірі, з розсіяними волосками. Листки тонкі, довгасто-еліптичні, еліптичні або овально-ланцетні, 8–13 × 2–4 см; верхівка загострена до хвостатої; основа округла або широко клиноподібна; край пилчастий, зі залозистими волосками; низ щільно вкритий короткими зірчастими волосками; ніжка листка вовниста біля основи, завдовжки 15–30 мм. Маточкові суцвіття 1.5–2 см завдовжки, з 7–10 квітками, лише 2 або 3 плодючі. Жолуді волохаті спочатку стають голими, коричнево-жовті, еліпсоїдно-довгасті, завдовжки 1.5–2 см, в діаметрі 0.8–1.2 см, тонка чашечка завдовжки 0.5 см, в діаметрі 1 см.

## Середовище проживання
Ендемік Китаю (Гуансі, Хунань, Цзянсі).
Інформації про середовище існування небагато, але, як інші дуби в регіоні, ймовірно, трапляється в субтропічних або помірних гірських лісах.